# Фраксионамијенто Ломас де Тесистан (Запопан)
Фраксионамијенто Ломас де Тесистан (шп. Fraccionamiento Lomas de Tesistán) насеље је у Мексику у савезној држави Халиско у општини Запопан. Насеље се налази на надморској висини од 1683 м.

## Становништво
Према подацима из 2010. године у насељу су живела 2 становника.

### Хронологија
| Година       | 2000        | 2005       | 2010 |
| ------------ | ----------- | ---------- | ---- |
| Становништво | 16 (11 / 5) | 15 (6 / 9) | 2    |

### Попис
| # | Индикатор                     | Вредност |
| - | ----------------------------- | -------- |
| 1 | Укупно домаћинстава           | 7        |
| 2 | Укупно насељених домаћинстава | 1        |
| 3 | Величина локације             | 1        |